# Ford Ka
La Ford Ka est un modèle d'automobile produit par le constructeur automobile américain Ford. C'est une petite citadine trois portes, sortie en 1996. La première série était construite par Ford à Valence en Espagne. La deuxième série était assemblée par Fiat à Tychy en Pologne. La troisième version de ce modèle, la Ka+, dotée de portes arrière, était fabriquée à Sanand (en) en Inde, et se rapproche d'une citadine polyvalente.

## Prononciation
Le nom Ka a un certain nombre de prononciations possibles. Par exemple, avec un "a" long ou court, ou avec les lettres prononcées séparément. Le bureau de presse de Ford a utilisé les trois. Selon Auto Trader, Ford "top brass" a dit que la prononciation correcte était '"Ka" comme dans "Cat (chat en anglais)"'.

## Première génération (1996)

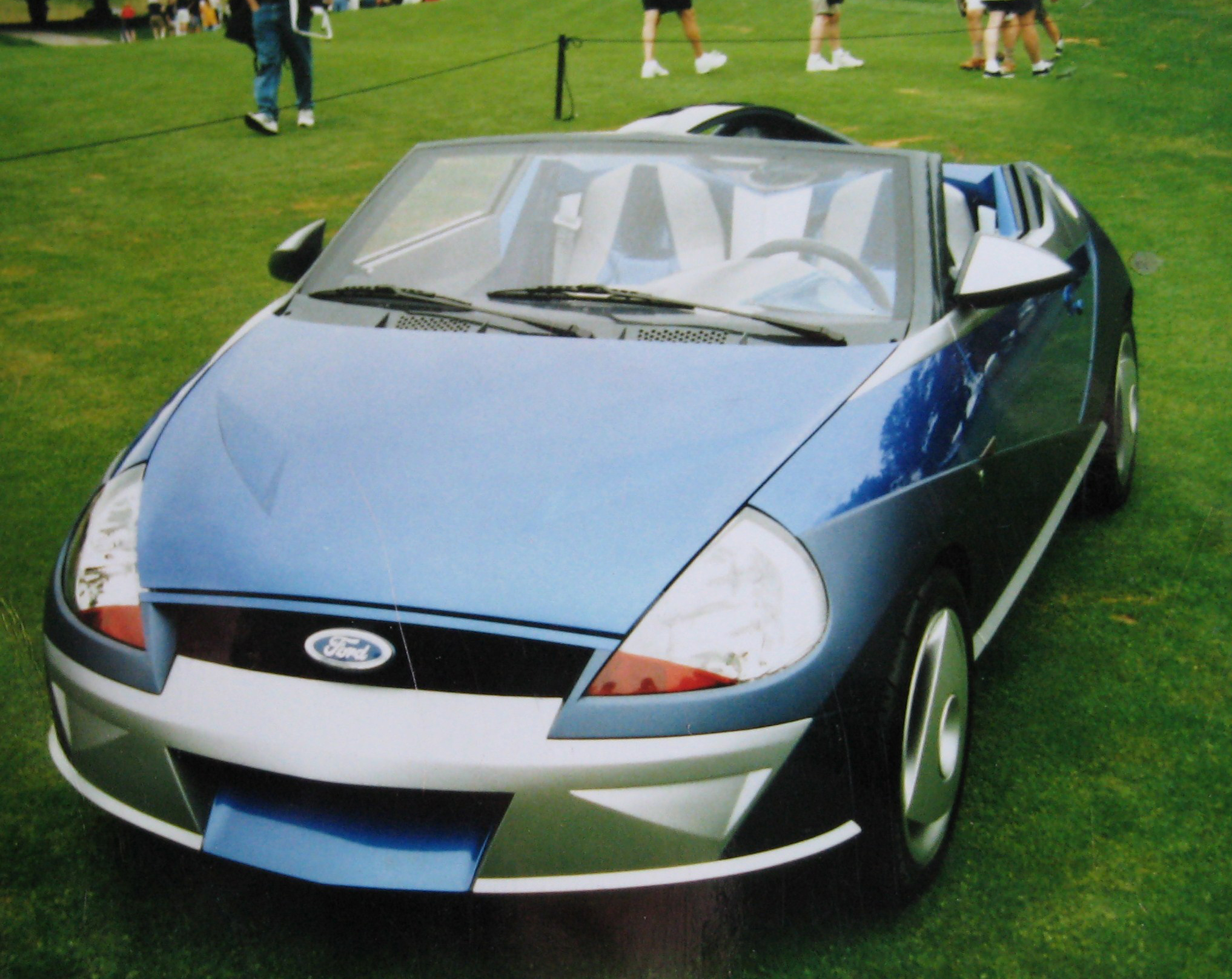
Ghia Ford Saetta

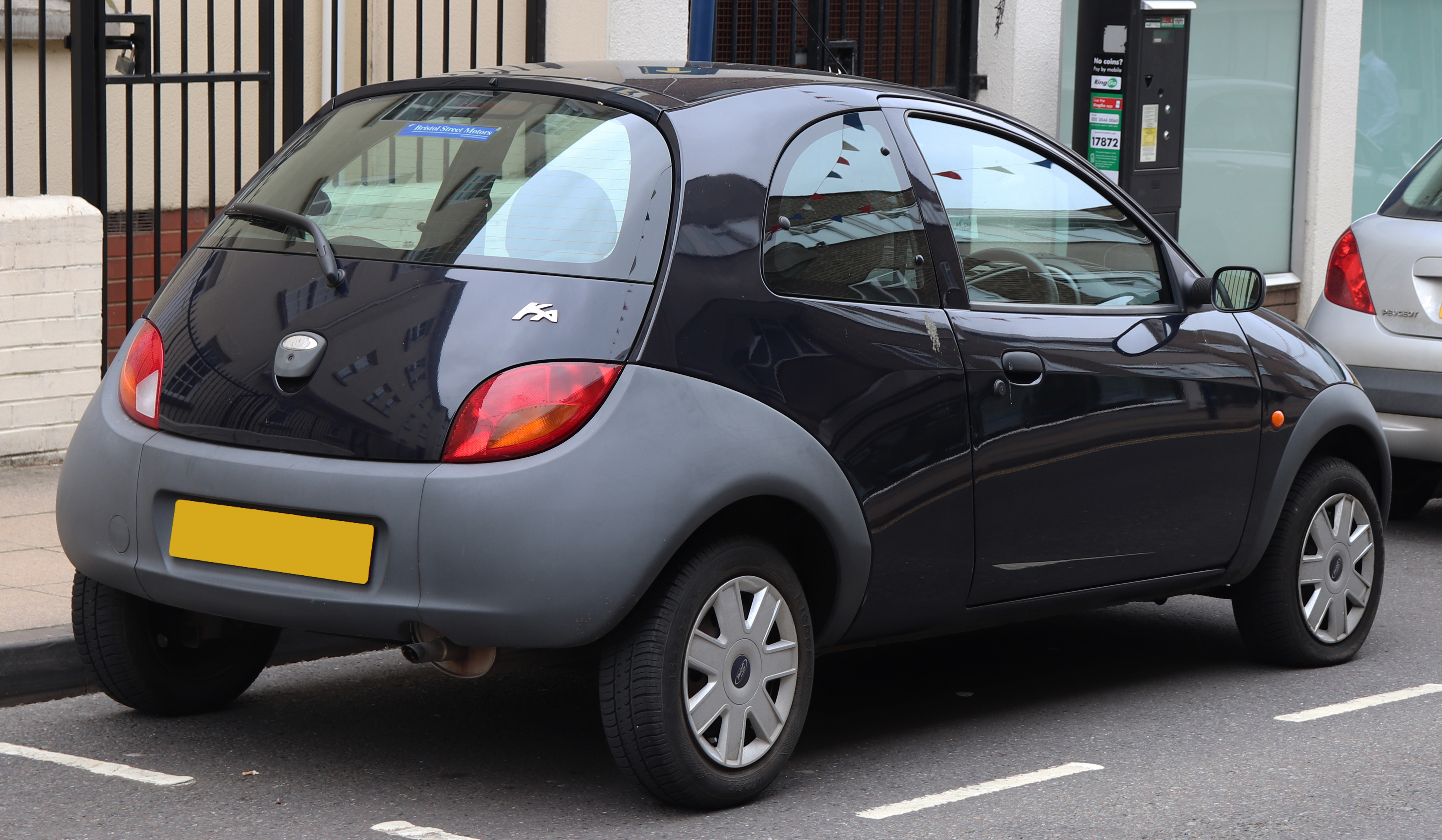
Ford Ka

La voiture a été présentée le 11 septembre 1996. L’ingénieur en chef des programmes était Kevin O’Neill. Le concepteur de la voiture était Chris Svensson de Sunderland, qui avait conçu une voiture de forme similaire au Royal College of Art en 1992.
La Ka est basée sur la plate-forme de la Ford Fiesta Mark 3 afin de minimiser les coûts, mais dispose d'un design extérieur complètement différent. Le design a beaucoup emprunté au show car "Saetta" de Ghia, un roadster dessiné par Filippo Sapino. La Ka a évolué de concept car à voiture de production avec des changements mineurs. Cette voiture était la réponse de Ford à la Renault Twingo. Les passages de roues sont soulignés par du plastique noir. Les grands pare-chocs et passages de roue moulés en une seule pièce ont rendu le véhicule moins coûteux à produire, plus durable et plus facile à réparer. Le véhicule était fabriqué sur la chaîne de production de la Fiesta existante à Almussafes près de Valence, minimisant les coûts d'investissement pour un nouveau modèle.
Lorsque la Ka a été présentée pour la première fois au public, elle a provoqué des réactions mitigées, en raison de son design "New Edge" original et frappant, supervisé par Jack Telnack et exécuté par Claude Lobo.
Outre le style, la Ka, comme ses voitures sœurs la Fiesta et la Puma, a été saluée dans la presse automobile pour sa maniabilité. Sous la supervision de Richard Parry-Jones, les réglages de suspension et de direction permettaient des virages serrés et des niveaux d'adhérence élevés, offrant de fortes caractéristiques de maniabilité.
Lors du lancement, la Ka était produite en tant que modèle unique, avec un certain nombre d'options de production, notamment : la climatisation, direction assistée, siège conducteur réglable en hauteur, siège arrière à position réglable avec appuie-tête, airbag passager, verrouillage centralisé et vitres électriques. Une option de système de freinage antiblocage a été ajoutée en janvier 1997.
Le principal défaut du modèle était le moteur quatre cylindres Endura-E à soupapes en tête de 1 300 cm3, une conception datant du moteur Kent des années 1950 utilisé dans la Ford Anglia. Bien que pas très moderne, il fournissait toutefois suffisamment de couple pour permettre une conduite détendue sinon vive. Le moteur Kent (Endura-E) qui faisait 60 ch ne sera mis au niveau de ses concurrentes qu'en 2002 par un Duratec 70 ch, moins gourmand en carburant et plus raffiné en raison principalement d'un étagement de la boîte de vitesses plus long sur les modèles non climatisés.
Les pare-chocs avant et arrière n'étaient pas peints pour minimiser les dommages à la peinture lors de stationnement en milieu urbain, mais il est devenu clair que de nombreux propriétaires voulaient des pare-chocs couleur carrosserie, de sorte que les premiers pare-chocs ont été mis au rebut lors du restylage de mi-carrière au profit de pare-chocs peints. Les premiers pare-chocs contenaient un stabilisant pour empêcher la dégradation par les UV, ce qui les rendait impropres à la peinture car la peinture n'adhérerait pas correctement. La petite citadine a eu un résultat de 3 étoiles au crash test Euro NCAP.
La Ka s'est révélée très rentable pour Ford malgré son prix de vente bas[réf. nécessaire], en grande partie en raison de faibles coûts de développement. Comme pour les autres modèles de Ford, un traitement anticorrosion insuffisant lors de la fabrication et l'utilisation d'acier non galvanisé entraînent une corrosion prématurée de la surface et de la structure sur les voitures utilisées dans les climats plus nordiques et humides[réf. nécessaire].
Bien que principalement destiné au marché européen, la Ka a été lancée en Australie en octobre 1999 et était commercialisée localement jusqu'en 2002. Elle a échoué - moins de 2 000 unités étaient vendues par an. Cela était en partie dû à l'absence de transmission automatique, qui est exigée par une grande partie des acheteurs de voitures en Australie. La Ka était également vendue en Nouvelle-Zélande entre 1999 et 2004, et a été remplacée par la nouvelle Fiesta.
En 2003, deux petites sœurs sont venues s'ajouter à la gamme Ka existante :
- La Street Ka, petit cabriolet/roadster deux places reprenant le dessin général de la Ka. Cette automobile a été conçue par le designer Pininfarina. C'est aussi ce dernier qui en assure l'assemblage dans ses usines italiennes. Ce modèle ne connut pas le succès et fut rapidement arrêté.
- La Sport Ka est une Ka qui reprend des éléments de style sportif de la Street Ka. Comme la Street Ka, elle est dotée d'un moteur plus puissant le 1.6 8s Zetec développant 95 ch et de suspensions sport.

Deux modèles haut de gamme sont sortis : la Connoly (série limitée) et l'Elance à l'équipement plus complet et à l'intérieur cuir[Où ?].

### Moteurs
- 1.3i 60 ch (de 1996 à 2004),
- 1.3i 70 ch (à partir de 2002),
- 1.6i sur StreetKa (fin 2002),
- 1.6i sur SportKa (début 2003).

#### Spécifications du moteur Endura-E (Ka)
998 cm3 (Brésil) :
- Puissance de sortie : 53 ch à 5 250 tr/min
- Couple : 77,2 N m à 4 000 tr/min
- Alésage : 68,68 mm
- Course : 67,40 mm
- Ligne rouge : 5 450 tr/min
- Limite de régime : 5 675 tr/min

1 297 cm3 :
- Puissance de sortie : 60 ch à 5 000 tr/min
- Couple : 104,0 N m à 3 500 tr/min
- Alésage : 74 mm
- Course : 75,5 mm
- Ligne rouge : 5 450 tr/min
- Limite de régime : 5 675 tr/min

### Grande-Bretagne
La Ka est la voiture la plus vendue de sa catégorie en Grande-Bretagne pendant plusieurs années et occupe environ un cinquième du marché des petites citadines. La gamme de modèles britanniques se composait à l'origine de la version de base, la Ka, et de la spécification supérieure Ka² qui normalisait un certain nombre des options énumérées ci-dessus. Le badge Ka² était installé par les concessionnaires. La Ka³ a été introduite plus tard. La direction assistée a été ajoutée à la finition Ka de base après la première année.
Parallèlement à l'introduction des pare-chocs couleur carrosserie, les finitions Ka² et Ka³ ont été remplacées par les finitions Ka Collection et LuxuryKa (plus tard Ka Luxury). La version Luxury était dotée d'un pare-brise Quickclear chauffant, de sièges et de garnitures intérieures en cuir ainsi que de la climatisation de série. Une édition spéciale, la «Ka Blue», a également été lancée en Grande-Bretagne avec des pare-chocs bleu foncé et un insert de tableau de bord bleu argenté, plutôt que l'argent des modèles standard. La Ka Sun Collection avec un toit pliant sur toute la longueur en tissu était également ajoutée à la gamme pendant les mois d'été.
Unique en Grande-Bretagne était la variante Ford Ka Van, produite pour BT Group et comportant un plancher plat sur mesure en contreplaqué avec des couvertures en caoutchouc et des couches blanches au lieu des fenêtres arrière.
Une nouvelle révision de la gamme a donné à la Ka les niveaux de finition suivants en Grande-Bretagne : Studio, Style, Style Climate et Zetec Climate. En 2005, le modèle Sublime a été introduit. Cela présentait un intérieur en cuir spécial et des caractéristiques introuvables sur les autres modèles. Cela n'a été produit qu'en très petit nombre et c'est maintenant l'une des Ka les plus recherchées. La SportKa a également été ajouté à la gamme (voir ci-dessous). Avec le remplacement imminent de la voiture, en mai 2008, l'édition spéciale Finale, avec des caractéristiques distinctives telles qu'un autocollant de toit et des rétroviseurs noirs, a été mise à disposition.

### Ford StreetKa et SportKa

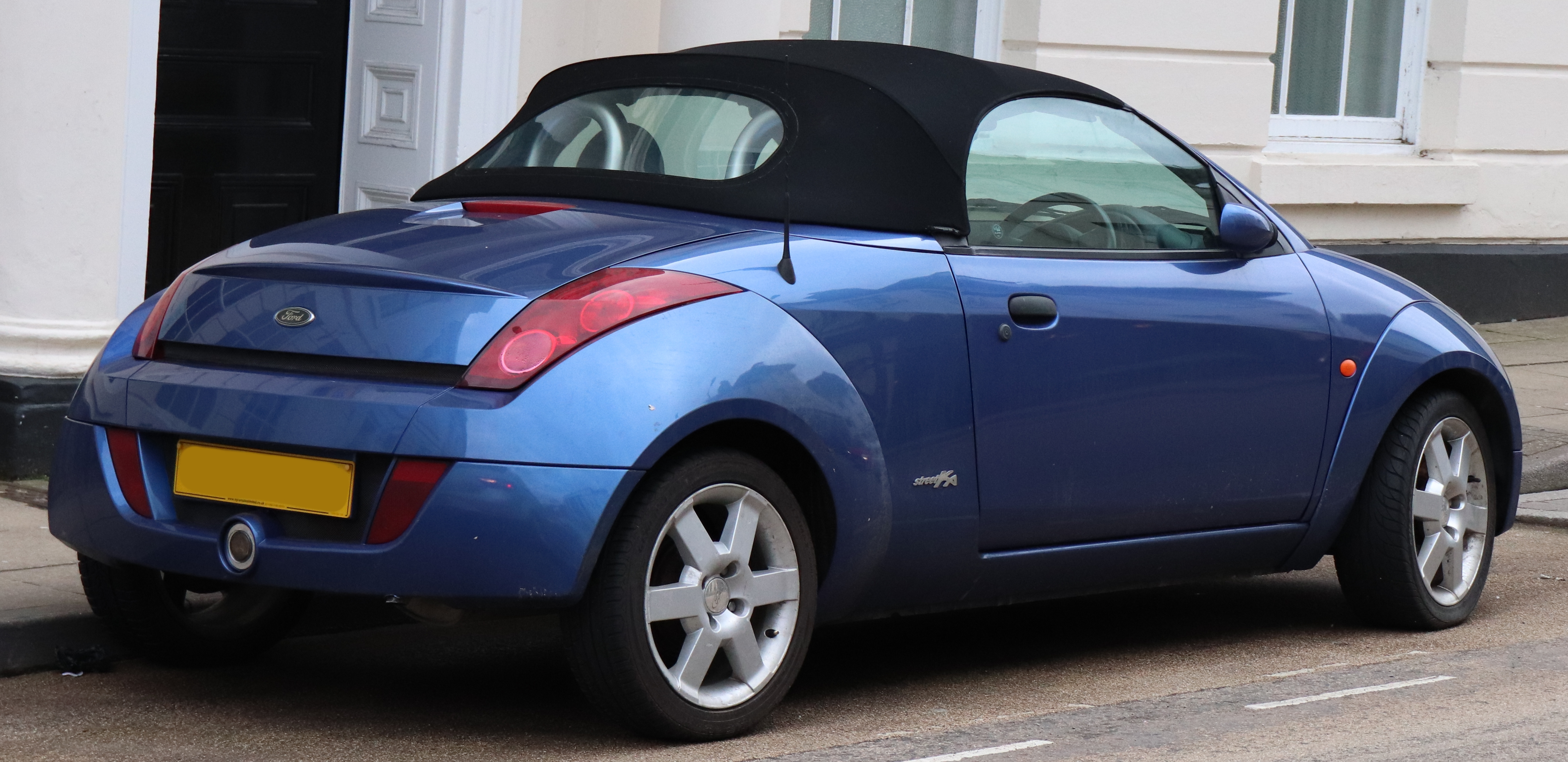
Ford StreetKa

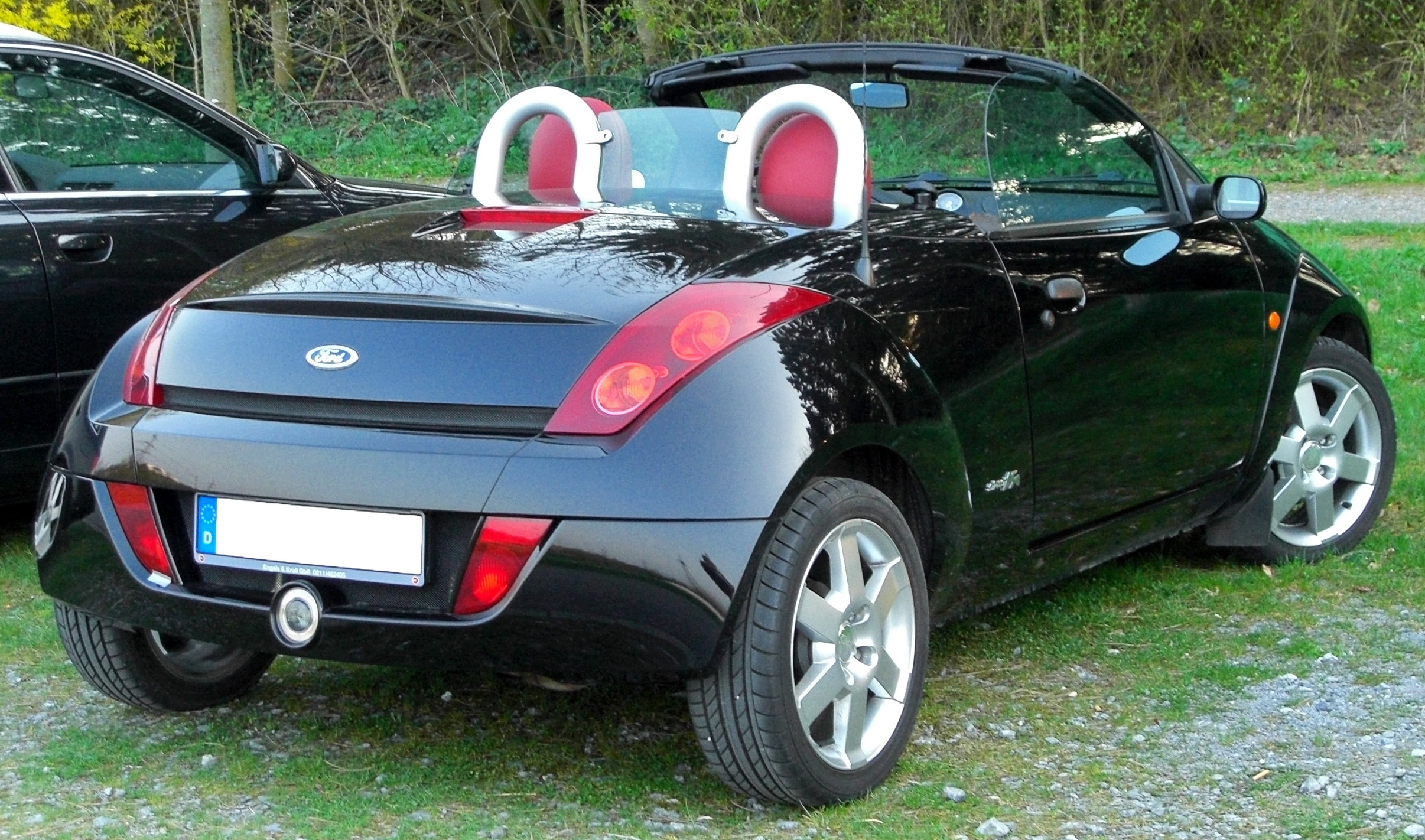
Ford StreetKa

En 2003, la gamme Ka s'est diversifiée, avec l'ajout d'une nouvelle SportKa comprenant un kit carrosserie sportif, une voie plus large avec une suspension renforcée et des jantes en alliage redessinées de 16 pouces. Les deux modèles sont livrés avec des pare-chocs légèrement élargis à l'avant et à l'arrière avec des phares antibrouillard intégrés. Un modèle cabriolet appelé StreetKa est également apparu, lancé avec la participation de la chanteuse australienne Kylie Minogue au Mondial de l'Automobile de Paris. Elle comportait une capote rabattable manuellement ou un toit rigide amovible en option (sur la Winter Edition).
La StreetKa a été conçue et construite par Pininfarina (le concept du salon automobile 2000 a été conçu par Ghia de Turin) en Italie et toutes les StreetKa ont des plaques de seuil portant l'inscription "Pininfarina". Pininfarina a produit 37 076 StreetKa entre 2003 et 2005. La qualité de construction de la StreetKa était de loin supérieure à celle de la Ka standard à 3 portes, avec une meilleure protection contre la rouille.
La StreetKa est disponible en deux niveaux de finition, Basic et Luxury. La Basic avait des sièges en tissu et la climatisation était une option. La Luxury comportait des sièges en cuir avec des inserts en cuir assortis pour les poches de carte, des sièges chauffants, une alarme approuvée par Thatcham ainsi qu'un système d'immobilisation PATS de Ford, la climatisation et des rétroviseurs chauffants. Les options comprenaient la mise à niveau depuis une radio/lecteur CD unique vers une radio/lecteur CD à 6 disques dans le tableau de bord et des haut-parleurs arrière supplémentaires sous les barres de protection et un pare-brise chauffant, de série sur les modèles Winter. Tous les modèles sont équipés d'un verrouillage central à télécommande avec ouverture à distance du coffre, airbags conducteur et passager avec désactivation des airbags passagers, vitres et rétroviseurs électriques, réglage électrique de la visée des phares, freins antiblocage, direction assistée, feux antibrouillard avant, pommeau de vitesse en aluminium de course de la Puma, déverrouillage électrique du couvercle du capot et un compte-tours.
Le moteur utilisé dans la StreetKa (et la SportKa) s'appelle Duratec mais il est d'origine sud-africaine où il est connu sous le nom de Zetec Rocam. La StreetKa est dotée de jambes de force MacPherson à l'avant et à l'arrière et utilise des bras inférieurs avant plus larges (triangles), ce qui lui confère une maniabilité exceptionnelle. Le seul panneau extérieur partagé avec la Ka est le capot. Les phares avant sont également partagés avec la Ka mais semblent différents en raison du pare-chocs avant qui les recouvre en partie pour changer leur forme. L'intérieur partage la plupart des pièces avec la Ka sauf que la StreetKa a une façade peinte en bleu plutôt qu'en argent. Ses sièges sont montés plus bas que ceux de la Ka et elle présente des détails avec effet aluminium.
Les StreetKa et SportKa ont toutes deux reçu un nouveau moteur essence Duratec de 1,6 litre à 8 soupapes de 95 ch (70 kW), tandis que les Ka, Ka Collection et LuxuryKa ont conservé le moteur essence Duratec de 1,3 litre. La SportKa a fait parler d'elle pour sa campagne publicitaire surprenante, "The Ka's Evil Twin" (La jumelle maléfique de la Ka), tournant en dérision le design habituellement perçu comme "mignon" de la Ka. Dans ce spot publicitaire destiné à la télévision, la SportKa attaque un pigeon avec son capot. Dans une autre version de la publicité non-diffusée, elle décapite un chat avec son toit ouvrant.
La StreetKa a officiellement cessé d'être en vente fin 2006[réf. nécessaire].
En 2005, tous les modèles de Ka, y compris les SportKa et StreetKa, ont reçu un intérieur légèrement mis à jour, remettant l'habitacle au goût du jour, tout en conservant l'aspect et la sensation de l'original. La SportKa est restée disponible jusqu'en 2008. Une version rose a été produite pour promouvoir le nouveau film Thunderbirds et a été fournie par Ford au producteur du film. Les voitures du film Thunderbird ont été dévoilées au salon automobile de Birmingham. Seulement huit StreetKa Pink ont été produites par Ford pour le film, 5 en conduite à droite et 3 en conduite à gauche. Elles ont toutes été signées par Sophia Myles (Miss Lady Penelope). La robe StreetKa assortie, conçue par Bruce Oldfield de Ford, a ensuite été vendue aux enchères lors de la Fashion Week de Londres afin de collecter des fonds pour Barnados.

### Sport automobile
Un championnat de rallye Ford KA a été créé en 1998. Le Ford Ka Rally Cup s'est avéré être l'un des championnats de rallye juniors les plus populaires au Royaume-Uni et en Irlande. En 2007, Luke Pinder a remporté le championnat BRC Silverstone Tire 1400 dans une Ford KA Chris Birkbeck.

#### Ka voiture de rallye
Construite par Ford Motorsport (Ford TeamRS) à Boreham, Essex, la Ka Rally a été conçue comme un véhicule d'entrée de gamme pour concourir dans une série mono-marque dans le cadre du championnat britannique du rallye Mintex. Le championnat Ka a fait ses débuts en 1997 avec seulement quatre voitures lors du Granite City Rally. En 1998, quinze concurrents se sont lancés dans le défi Mintex. L'aérodrome de Ford à Boreham offre un service de construction complet aux concurrents souhaitant une Ka de rallye. La plupart des pièces fournies concernent le renforcement de la voiture pour le rallye. Les supports de moteur renforcés et les bagues de suspension sont tous inclus, tout comme un renfort de jambe de force avant. Les protections de carter et de réservoir de carburant en aluminium, les roues OZ Rally et un arceau de sécurité boulonné sont tous installés par l'usine de Boreham ou fournis à des équipes individuelles. Les modifications améliorant les performances se limitent à l'ajout d'une unité de commande du moteur, d'un arbre à cames et d'un ensemble d'extracteurs 4 en 2 en 1, fixés à un échappement à écoulement libre. Cette combinaison porte la puissance à 80 ch (60 kW), et pour y faire face, les concurrents sont encouragés à équiper les arbres de transmission surélevés en option avec des joints homocinétiques plus grands. Un différentiel à glissement limité et un plateau d'embrayage plus lourd sont également disponibles. Une finition de freins de compétition comprenant des plaquettes Mintex agrippant des disques de frein avant ventilés et des tambours arrière plus solides est homologué pour la Ka Rally. Un ensemble de quatre entretoises à ressorts hélicoïdaux Proflex à réservoir déporté réglables pour l'amortissement de la compression et du rebond remplace les amortisseurs d'origine. Ceux-ci sont associés à un kit d'abaissement et à des plates-formes à ressorts réglables pour donner aux Ka concourrantes un large éventail de réglages de suspension, y compris la hauteur de caisse. À l'intérieur de la Ka Rally, c'est toute une affaire. Dans la vraie mode du rallye, tout est parti sauf l'essentiel: les deux bouches d'aération centrales de style "globe oculaire" sont remplacées par un tachymètre et une jauge auxiliaire. Même les panneaux de remplacement du tableau de bord qui prennent en charge le bouton de l'extincteur, les interrupteurs et les jauges supplémentaires nécessaires dans une voiture de rallye sont répertoriés dans le calendrier des pièces de Boreham. Un volant de rallye profondément bombé, des sièges de compétition et des harnais sont tous fournis dans le kit et les remplacements ne sont pas autorisés.

## Deuxième génération (2008)
12 ans plus tard en juillet 2008, un deuxième modèle Ka remplace le premier, avec un modèle développé et produit pour Ford par Fiat S.p.A. dérivé de la nouvelle Fiat 500. Il repose sur la plate-forme de la nouvelle Fiat 500 dont elle reprend l'ensemble des parties mécaniques. Elle est fabriquée chez Fiat dans l'usine Fiat-Tychy en Pologne, aux côtés de la Fiat 500, la Fiat Panda et la Lancia Ypsilon. La production commence le 18 juillet 2008.

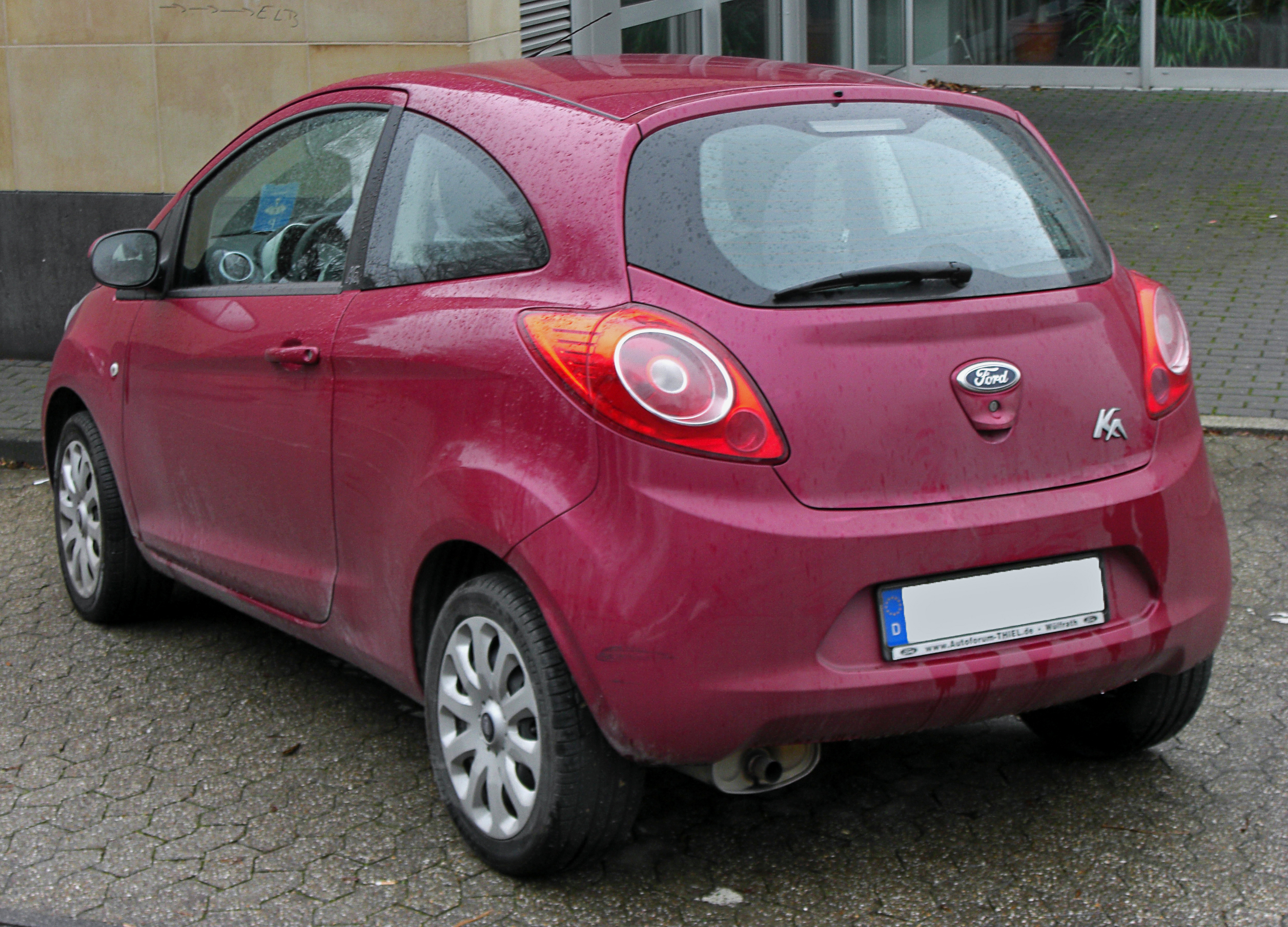
Ford Ka II (vue arrière)

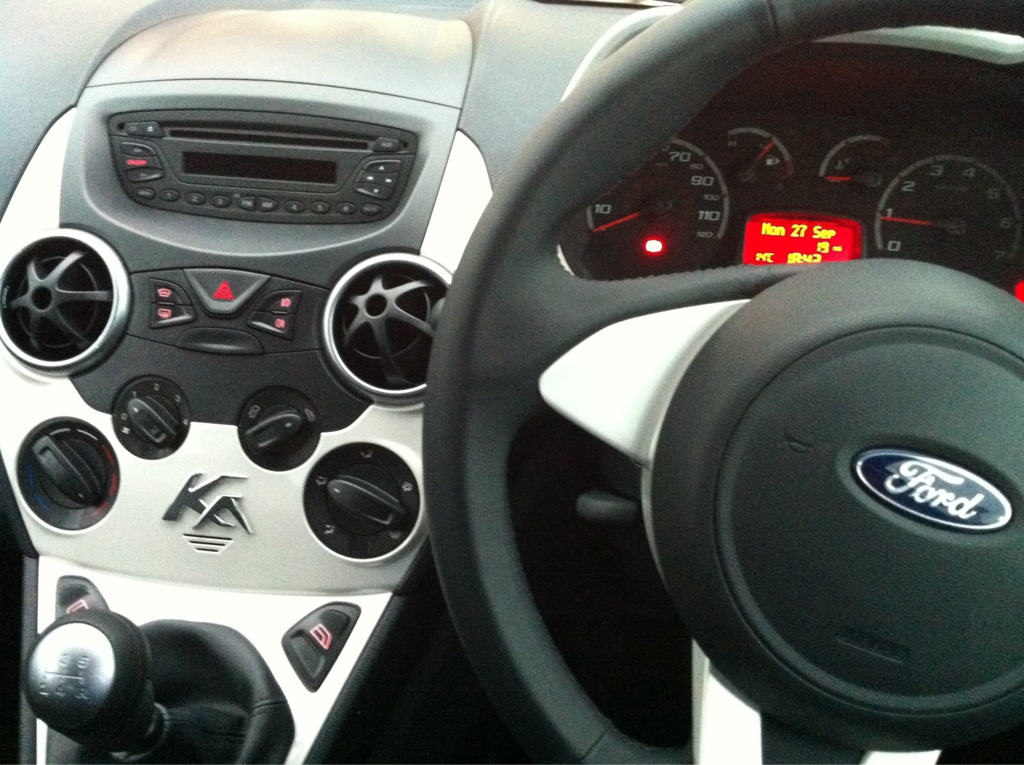
Ford Ka II (Vue intérieure)

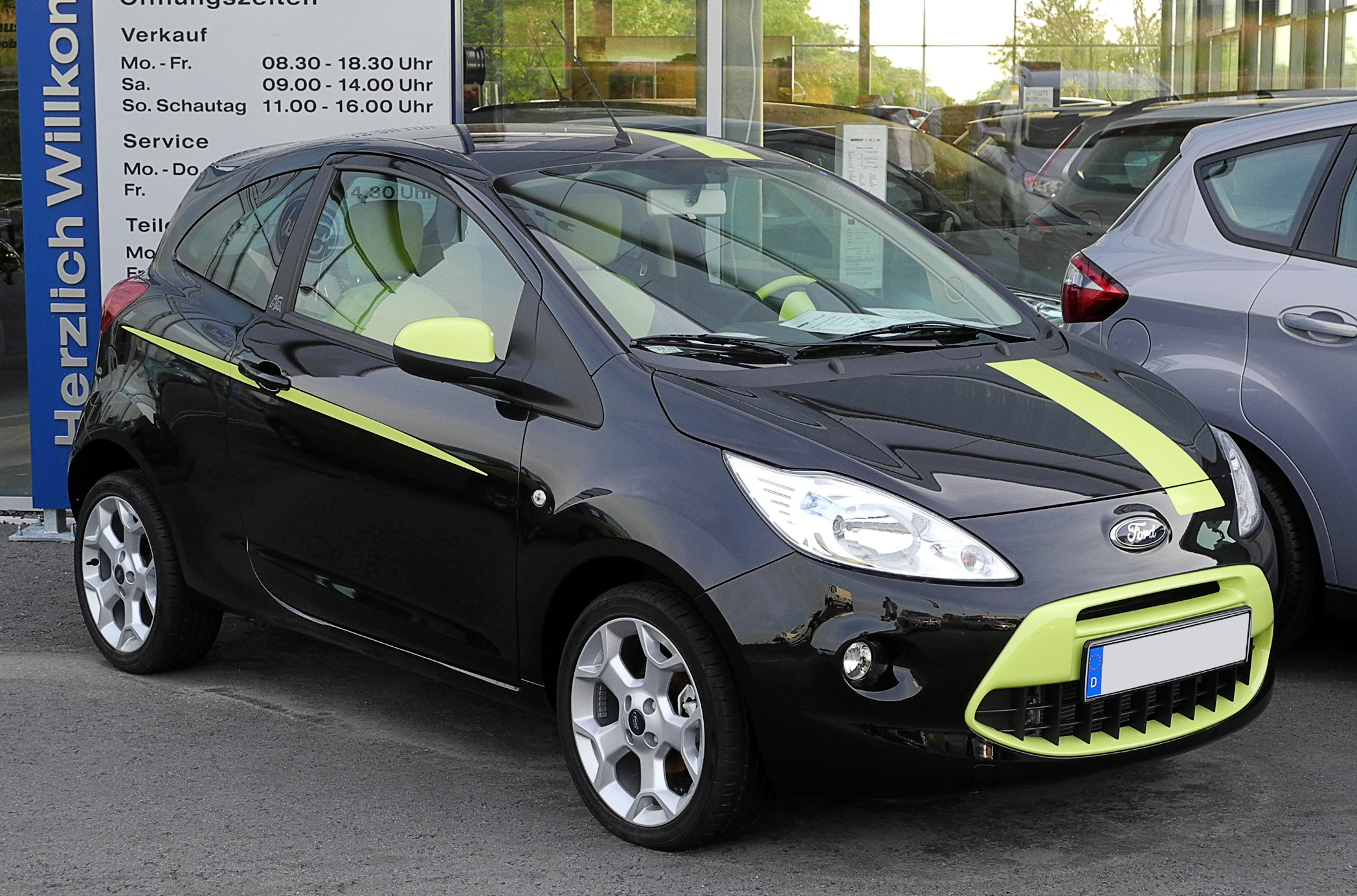
Ford Ka II Digital

C'est une 4 places. La hauteur croît de 13,7 cm, le coffre grandit de 20 % soit 224 litres. Son Cx diminue de 0,023 (0,36 à 0,337). La surface frontale augmente de 0,23 m2 (1,88 m2 à 2,11 m2). La force de trainée augmente donc de 5,0 %.
Basé sur l'architecture de la Fiat 500, son intérieur offre en option une connexion téléphonique Bluetooth, commande vocale sans fil, un port USB, une radio CD, MP3, un connecteur AUX, commandes audio au volant et un système de haut-parleurs composé de six haut-parleurs, un caisson de basses et un amplificateur.
La Ford Ka 2e génération est livrée avec deux choix de moteurs Fiat, un moteur essence de 1,2 litre avec 69 ch (51 kW) de puissance et 102 N m de couple et un moteur diesel TDCi de 1,3 litre avec 75 ch (55 kW) de puissance et 145 N m de couple, la puissance augmente de 25 % (75/60). Les deux moteurs ont des émissions de CO2 inférieures à 120 g/km (119 pour l'essence et 112 pour le diesel), les émissions de CO2 sont réduites d'environ 24 % entre les 2 générations. Les deux moteurs sont fournis par Fiat. La version diesel a été arrêtée fin 2013.
La Ka présentait une absorption des chocs révisée, provenant de la Fiat 500, ainsi qu'une barre anti-roulis arrière permettant des ressorts 30 % plus souples et des amortisseurs réajustés en conséquence pour améliorer les performances de conduite sur des surfaces de route inégales. Certaines de ces améliorations ont ensuite été adoptées sur les modèles Fiat 500 Abarth et Fiat 500C. La Ka utilise un système de direction à assistance électrique, ce qui rend la direction beaucoup plus légère et plus économe en énergie que celle de sa prédécesseur.
La deuxième génération de Ka a une cote de sécurité globale de l'Euro NCAP de 4 étoiles, avec des airbags frontaux standard à un étage pour le conducteur et le passager, ABS, antidémarrage, feux de détresse et verrouillage centralisé à distance (sauf sur la version Studio du Royaume-Uni). De plus, il existe des airbags latéraux avant, airbags rideaux, programme de stabilité électronique (PSE), avec assistance au freinage hydraulique (AFH) et assistance au démarrage en côte (ADC) qui viennent à un coût supplémentaire.
La Ka a fait ses débuts dans le 22e film de James Bond, Quantum of Solace, et a été dévoilée au Salon de l'automobile de Paris en octobre 2008.
En 2008, il y avait des spéculations selon lesquelles la Ka pourrait être introduite sur le marché nord-américain. Il a cependant été confirmé depuis que Ford considère que la Ka est trop petite pour les goûts des américains et n'introduira pas le véhicule sur ce marché.
La dernière Ford Ka a été fabriquée dans l'usine Fiat-Tychy le 20 mai 2016 après 514.287 exemplaires produits.

### Ka Individual

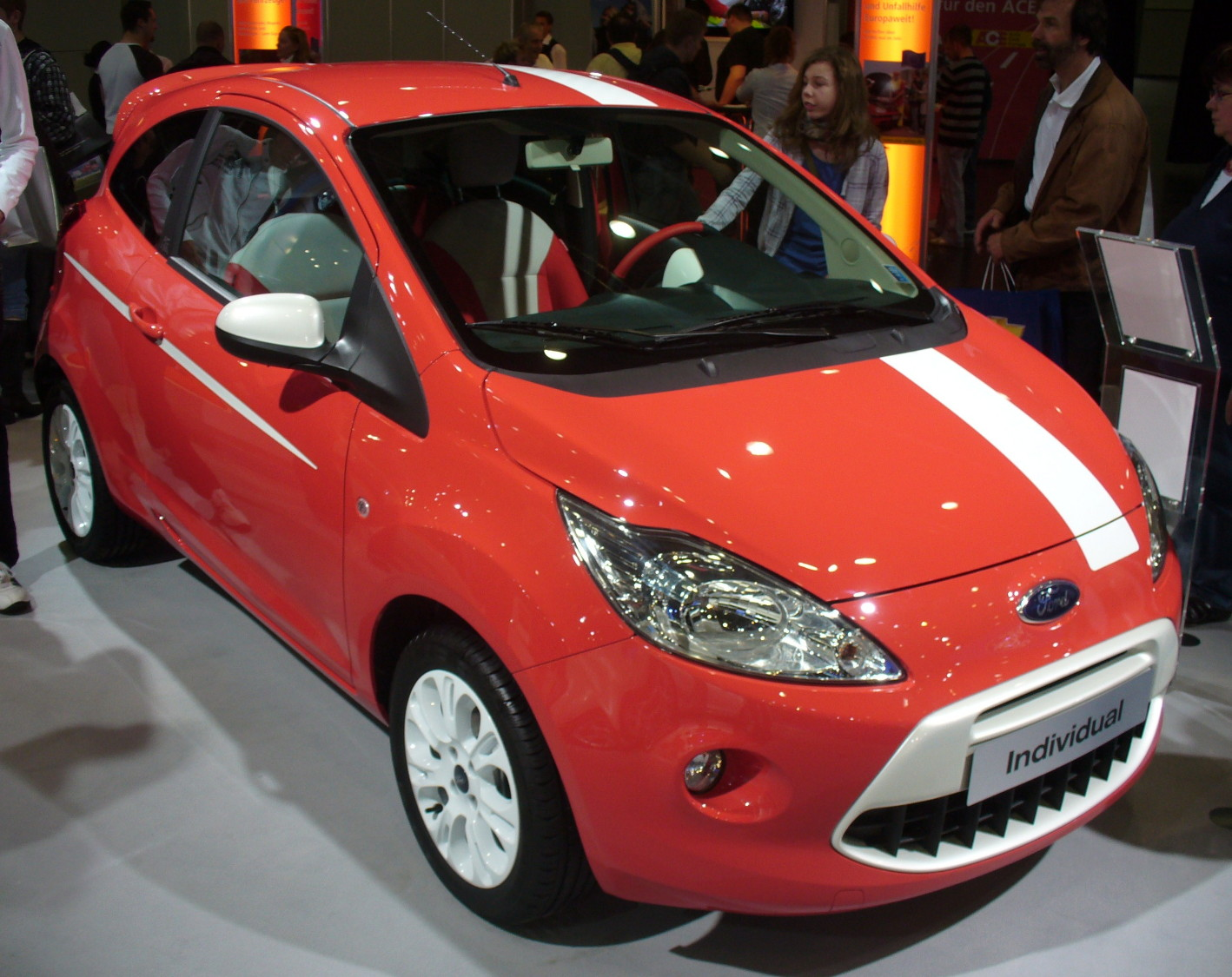
Ford Ka II Grand Prix

Il existe également trois finitions "Ford Individual" avec chacune des caractéristiques spéciales (à la fois dans le design intérieur et extérieur), appelés Tattoo, Grand Prix et Digital. La Tattoo a été remplacée en 2011 par la Metal. Tous les modèles Individual sont basés sur la Zetec.

## Troisième génération (2014)
Voir aussi: Ford Figo

Développé par Ford Brésil, le concept de la Ford Ka a été dévoilé au Brésil en novembre 2013. La version de production de cette nouvelle Ford Ka est apparue en juillet 2014, dans les styles de carrosserie berline à hayon et berline à malle, la 3e génération de la Ka est commercialisée au Brésil depuis octobre 2014. Le marché suivant où elle a été lancée était en Inde, où la berline à malle 4 portes a fait ses débuts en tant que nouvelle Ford Figo Aspire en août 2015, avec l'arrivée de la berline à hayon (en tant que nouvelle Ford Figo) un mois plus tard. En Europe (où elle est baptisée Ka+), elle a été dévoilée en août 2014, avec les ventes commençant à partir de juin 2016, et les livraisons commençant plus tard dans l'année. Elle est disponible uniquement en 5 portes et avec des moteurs essence de 4 cylindres 1.2 TI-VCT avec 2 niveaux de puissance 70 ch avec un couple de 105 N m et 85 ch avec un couple de 112 N m.
Le nouveau modèle était basé sur la plate-forme B globale de Ford, partageant ses fondements avec la Fiesta compacte, et incarne le thème de conception Kinetic 2.0 de Ford. La berline à hayon est un modèle à cinq portes seulement et il est maintenant 266 mm plus long que le modèle précédent, avec un empattement augmenté de 190 mm. La berline quatre portes a le même empattement que la berline à hayon, mais a deux variantes de longueur: une plus longue au Brésil (nommée Ka +), mesurant 4 254 mm, et une plus courte exclusivement en Inde (nommée Aspire), mesurant 3 995 mm.
Elle comprend des équipements tels que la MyKey de Ford, systèmes MyDock et SYNC, commandes montées sur le volant, contrôle automatique de la température, rétroviseurs rabattables électriquement, entrée sans clé, contrôle éléctronique de la stabilité, régulateur de vitesse (en Europe), jusqu'à six airbags et structure de carrosserie en acier à haute résistance.
En novembre 2015, un modèle de Ka+ avec deux airbags frontaux standard et un ABS standard avec EBD a été testé par le Latin NCAP et a obtenu quatre étoiles sur cinq. Il a été considéré que lors de l'impact frontal, la tête et la poitrine du conducteur ont reçu une protection adéquate, la tête et la poitrine du passager ont reçu une bonne protection, tandis que les genoux du conducteur et du passager ont reçu une protection marginale. La carrosserie a été jugée stable et était capable de résister à une charge supplémentaire.
En mars 2017, l'Euro NCAP a publié les résultats des tests effectués avec la Ka+ et elle a obtenu trois étoiles sur cinq. Pour les occupants adultes, elle a obtenu une note de 73 %, pour les occupants enfants une note de 61 %, pour les occupants piétons une note de 57 % et pour la catégorie d'assistance à la sécurité une note de 29 %. Lors des tests, les performances de la voiture ont été jugées "Médiocres", critiquées pour l'absence de prétensionneurs de ceinture de sécurité à l'arrière et de limiteurs de charge, une mauvaise protection de la poitrine lors du test de collision frontale et le manque de technologie de freinage autonome.
Ella a ensuite été lancée au Mexique en septembre 2015 et en Afrique du Sud un mois plus tard. En mars 2016, elle a également été introduite en Argentine.
La nouvelle Ka était produite dans l'usine Ford de Camaçari au Brésil (où elle était exportée vers l'Argentine) jusqu'au 13 janvier 2021, et elle est produite à Sanand (en), Gujarat en Inde (où elle est exportée vers l'Europe, le Mexique et l'Afrique du Sud).
En février 2018, elle est restylée : les projecteurs sont redessinés, la calandre se dote d'un habillage en nid d'abeilles, les boucliers sont inédits.
La motorisation diesel 1.5 TDCI de 95 ch couple 215 N m est alors proposée en France.
Les motorisations essence initialement en 4 cylindres sont remplacées par des moteurs en 3 cylindres 1.2 TI-VCT appelés "BIKE" avec deux cartographies (allumage, injection et calages variables des soupapes) leur permettant de développer soit 70 ch (4 CV fiscaux en France) soit 85 ch (5 CV fiscaux en France) en 107 N m de couple toutes les deux.
La production de la Ka+ pour l'Europe s'arrête en septembre 2019.

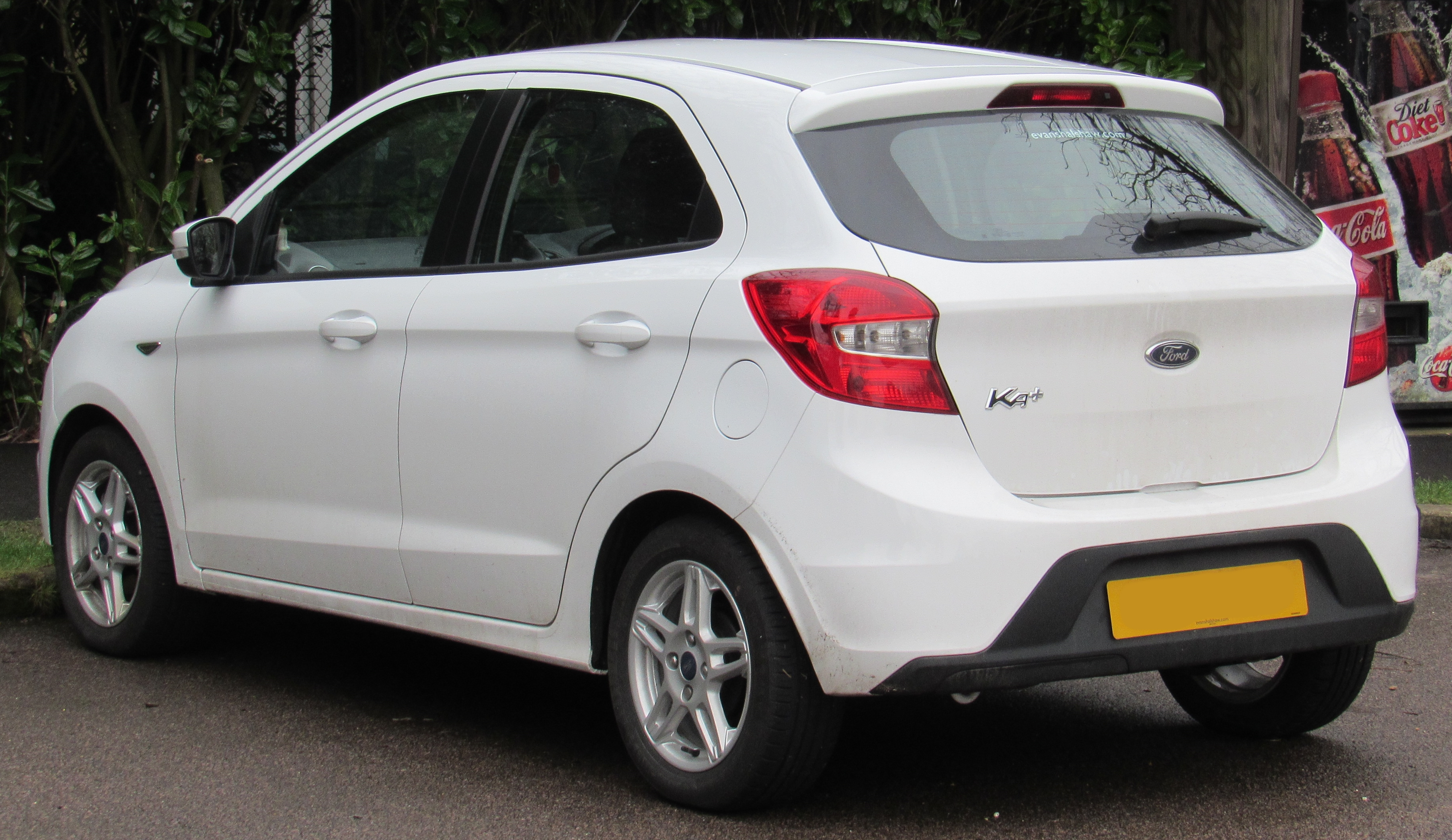
Ka+ (première série) : Vue arrière
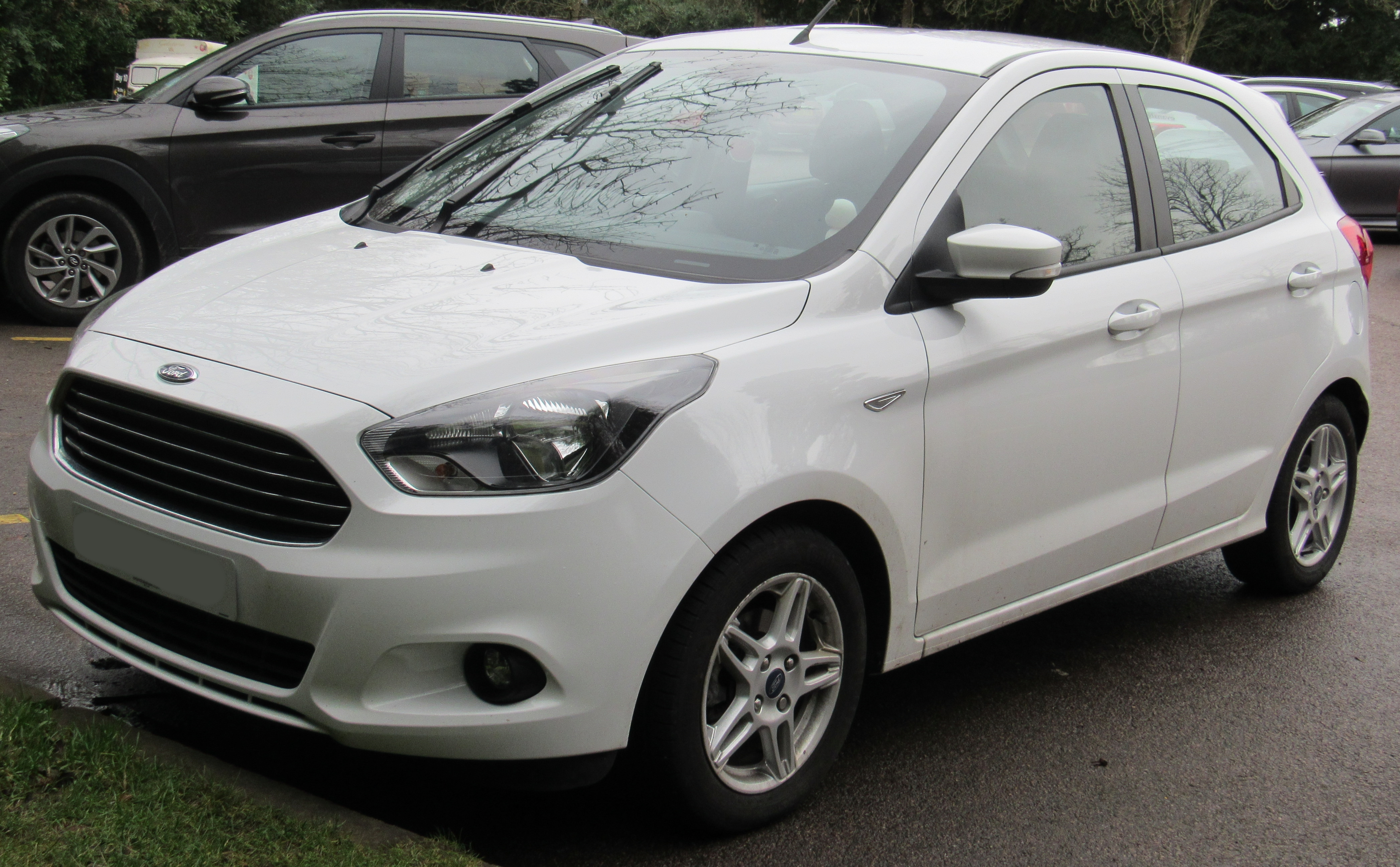
Ka+ (première série) : Vue avant
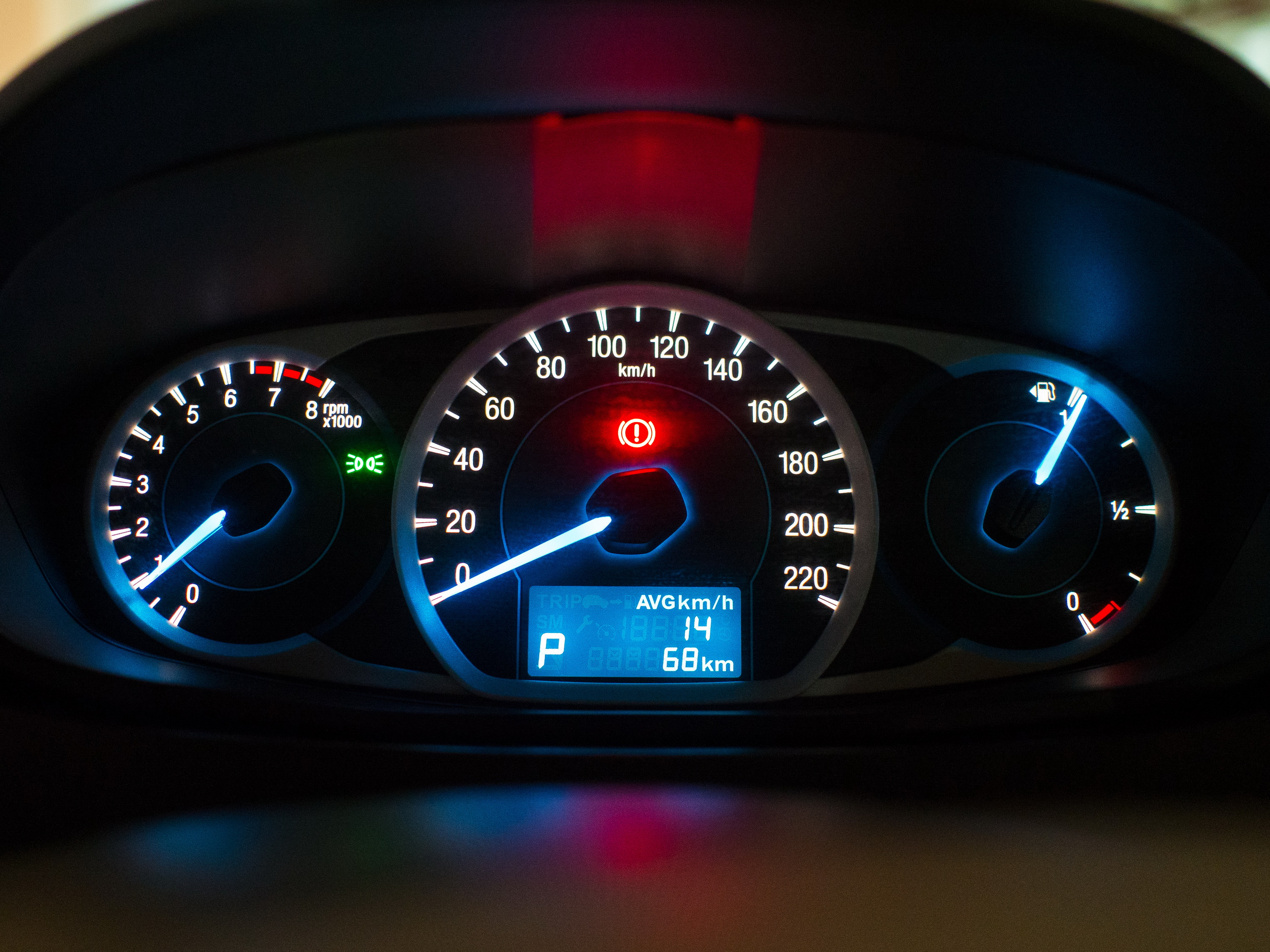
Ka+ (première série) : Tableau de bord
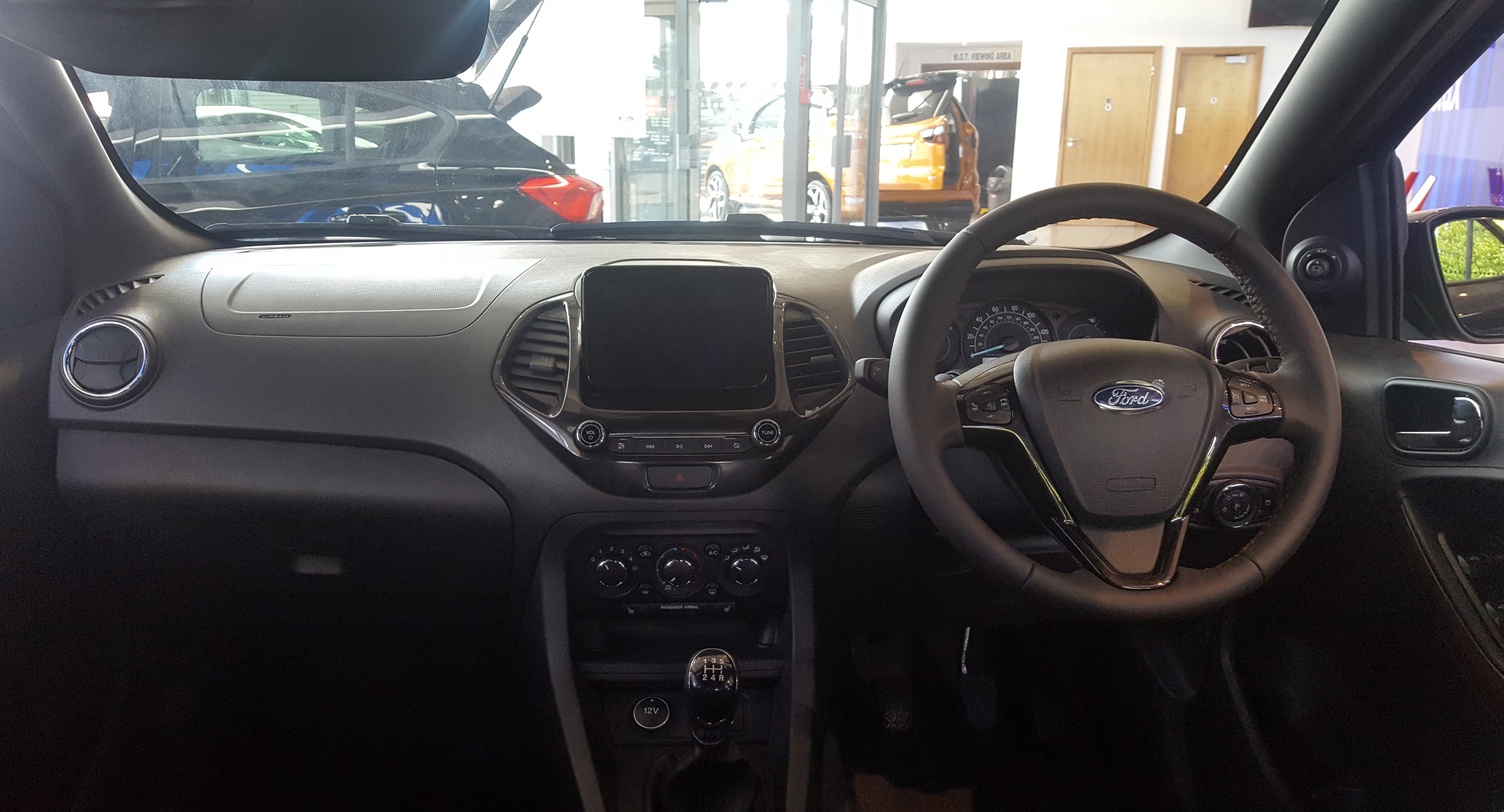
Ka+ Active (première série) : Intérieur
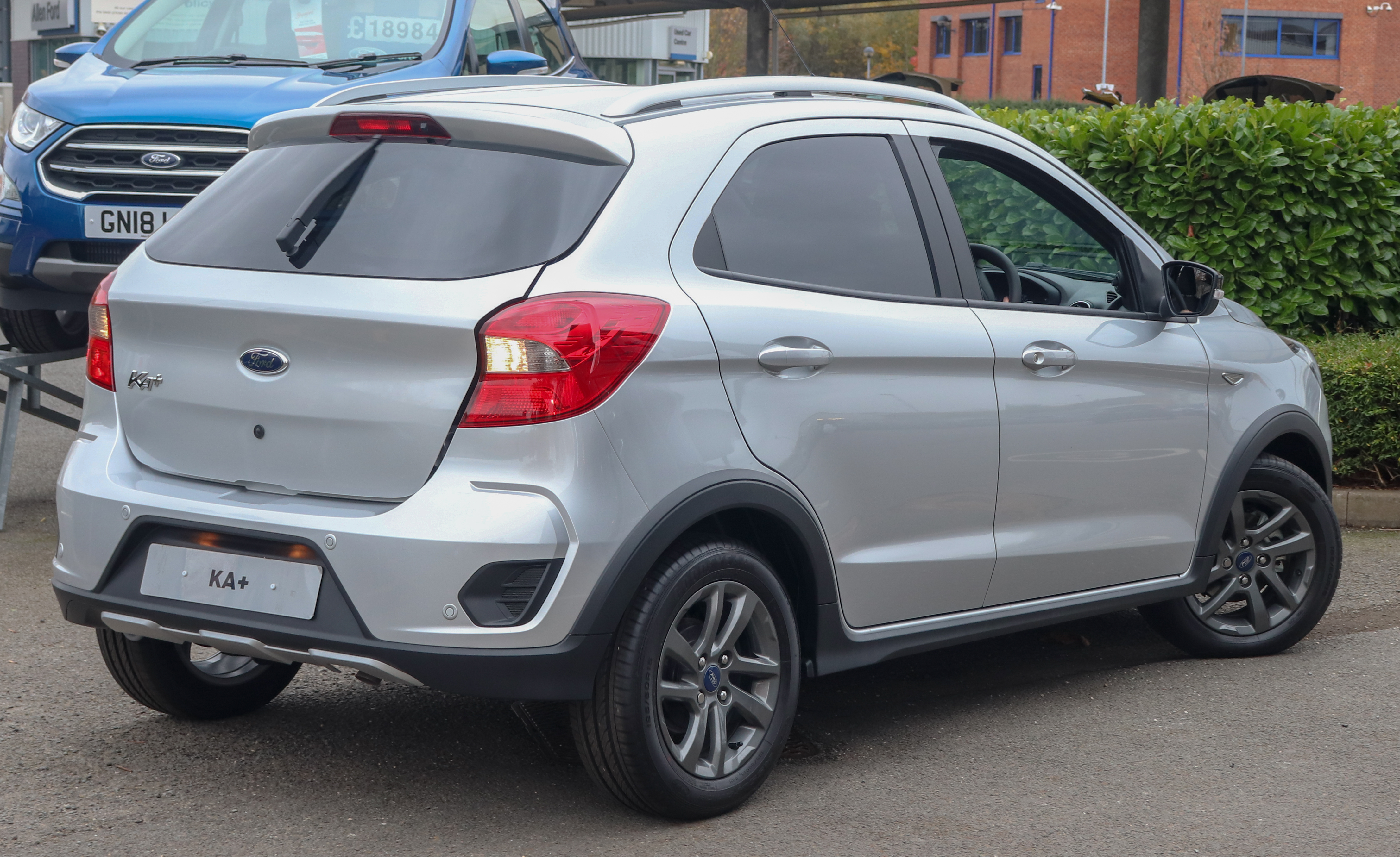
Ka+ Active (première série) : Vue arrière
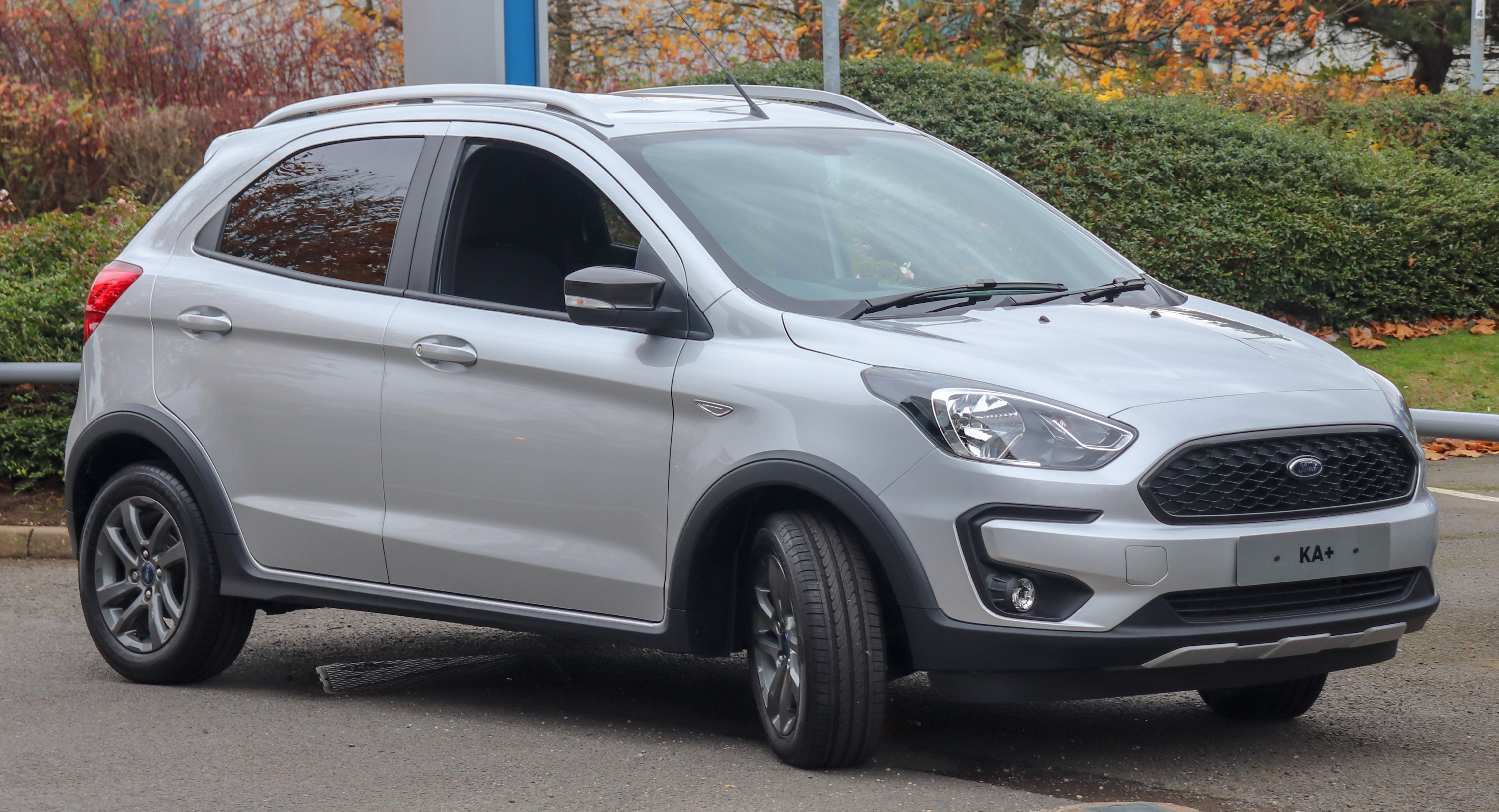
Ka+ Active (première série) : Vue avant

### Ka+ Active
Lors du restylage, la Ka+ reçoit une version dont la garde au sol est augmentée de 23 mm et le style revu : calandre sans chrome avec le logo Ford implanté en son centre, sabots de protection avant et arrière, protections en plastique, barres de toit et rétroviseurs noirs. Cette version au style baroudeur s'appelle la Ka+ Active.

### Motorisations
Au Brésil, elle était proposée avec deux choix de moteurs essence: un trois cylindres de 1,0 litre, développant 59 kW (80 ch) et 100 N m, ou un quatre cylindres de 1,5 litre, développant 77 kW (105 ch) et 143 N m. En Inde, la gamme se compose soit d'un moteur essence quatre cylindres de 1,2 litre, développant 65 kW (88 ch) et 112 N m, un moteur diesel quatre cylindres de 1,5 litre, développant 74 kW (100 ch) et 215 N m, ou un moteur essence quatre cylindres de 1,5 litre, développant 82 kW (112 ch) et 136 N m. Ce dernier est jumelé avec la transmission automatique PowerShift de Ford à six vitesses, tandis que pour le reste, une option de transmission manuelle à cinq vitesses est disponible. En Europe, la Ka+ vient avec un seul moteur, une unité de 1,2 litre, qui vient soit avec 51 kW (70 ch), dans les niveaux de finition Studio ou Zetec, soit avec 63 kW (85 ch), exclusivement dans le modèle Zetec.
|                                       | 1.0 EcoBoost                              | 1.2 Ti-VCT                   | 1.2 Ti-VCT                   | 1.5 Ti-VCT                    |
| ------------------------------------- | ----------------------------------------- | ---------------------------- | ---------------------------- | ----------------------------- |
| Disponibilité                         | depuis 2014                               | depuis 10/2016               | depuis 10/2016               | depuis 2014                   |
| Caractéristiques                      |                                           |                              |                              |                               |
| Type de moteur                        | L3 essence                                | L4 essence                   | L4 essence                   | L4 essence                    |
| Alimentation                          | Turbocompressé, injection directe, Ti-VCT | Atmosphérique, Ti-VCT        | Atmosphérique, Ti-VCT        | Atmosphérique, Ti-VCT         |
| Cylindrée                             | 997 cm3                                   | 1 196 cm3                    | 1 196 cm3                    | 1 499 cm3                     |
| Puissance maximale                    | 59 kW (80 ch) à 6 300–6 500 tr/min        | 52 kW (70 ch) à 6 000 tr/min | 63 kW (85 ch) à 6 300 tr/min | 77 kW (105 ch) à 6 500 tr/min |
| Couple maximal                        | 100 N m à 3 500 tr/min                    | 105 N m à 4 000 tr/min       | 112 N m à 4 000 tr/min       | 143 N m à 4 250 tr/min        |
| Transmission                          |                                           |                              |                              |                               |
| Transmission, série                   | Traction                                  | Traction                     | Traction                     | Traction                      |
| Boîte de vitesses, série              | Manuelle 5 rapports                       | Manuelle 5 rapports          | Manuelle 5 rapports          | Manuelle 5 rapports           |
| Boîte de vitesses, option             | —                                         | —                            | —                            | PowerShift 6 rapports         |
| Mesures                               |                                           |                              |                              |                               |
| Vitesse maximale                      | 0 km/h                                    | 159 km/h                     | 166–169 km/h                 | 0 km/h                        |
| Accélération 0–100 km/h               | 0,0 s                                     | 15,3 s                       | 13,3–13,9 s                  | 0,0 s                         |
| Consommation par 100 km (cycle mixte) | —                                         | 5,0 l, SP95                  | 4,8–5,0 l, SP95              | —                             |
| Émissions de CO2 (cycle mixte)        | —                                         | 114 g/km                     | 110–114 g/km                 | —                             |
| Norme d'émission                      | —                                         | Euro 6                       | Euro 6                       | —                             |
| Capacité du réservoir                 | 42 litres                                 | 42 litres                    | 42 litres                    | 42 litres                     |

|                                       | 1.5 TDCi                                                    |
| ------------------------------------- | ----------------------------------------------------------- |
| Disponibilité                         | depuis 2014                                                 |
| Caractéristiques                      |                                                             |
| Type de moteur                        | L4 diesel                                                   |
| Alimentation                          | Turbo à géométrie fixe et injection directe à rampe commune |
| Cylindrée                             | 1 498 cm3                                                   |
| Puissance maximale                    | 74 kW (95 ch) à 3 750 tr/min                                |
| Couple maximal                        | 215 N m à 1 750–3 000 tr/min                                |
| Transmission                          |                                                             |
| Transmission, série                   | Traction                                                    |
| Boîte de vitesses, série              | Manuelle 5 rapports                                         |
| Mesures                               |                                                             |
| Vitesse maximale                      | 0 km/h                                                      |
| Accélération 0–100 km/h               | 0,0 s                                                       |
| Consommation par 100 km (cycle mixte) | —                                                           |
| Émissions de CO2 (cycle mixte)        | —                                                           |
| Norme d'émission                      | —                                                           |
| Capacité du réservoir                 | 40 litres                                                   |

En Europe, elle est uniquement disponible en version essence et le 1.2 Ti-VCT est le seul moteur proposé au catalogue.

## Marketing dans les Amériques
Au fil des ans, la Ka latino-américaine était progressivement devenue différente de la Ka européenne. La première divergence a eu lieu en 2003, lorsque l'arrière de la Ka fabriquée en Amérique latine a été considérablement repensé. En 2007, cela a été suivi par une divergence plus complète par rapport à la Ka européenne, lorsque la Ka fabriquée en Amérique latine a été relancée avec une toute nouvelle carrosserie sur la plate-forme d'origine. Avec le lancement de la deuxième génération de la Ka européenne, avec une nouvelle carrosserie et la nouvelle plate-forme de Fiat, la séparation des Ka européennes et latino-américaines était complète.
De 2000 à 2021, la Ka latino-américaine était propulsée soit par un moteur essence Zetec Rocam 1,6 litre de 95 ch (70 kW), soit par un moteur essence Zetec Rocam 1,0 litre de 6h ch (48 kW). Les deux sont des unités à quatre cylindres.
Un total de 63 766 unités ont été vendues au Brésil en 2011, ce qui en fait la 14e voiture la plus vendue au Brésil cette année-là.

### Amérique du Sud

#### 1997-2001
Depuis le lancement en 1997 et jusqu'en 2001, la Ka latino-américaine était sensiblement similaire à la Ka européenne, ne différant que par les niveaux d'équipement et de finition. Les principales différences par rapport au modèle européen étaient la transmission très courte de la boîte de vitesses manuelle (la seule transmission disponible) et le manque d'insonorisation, qui avait été progressivement supprimée chaque année depuis 2000 afin de réduire les coûts, suivant la pratique des autres constructeurs automobiles brésiliens à l'époque.

#### 2001-2007

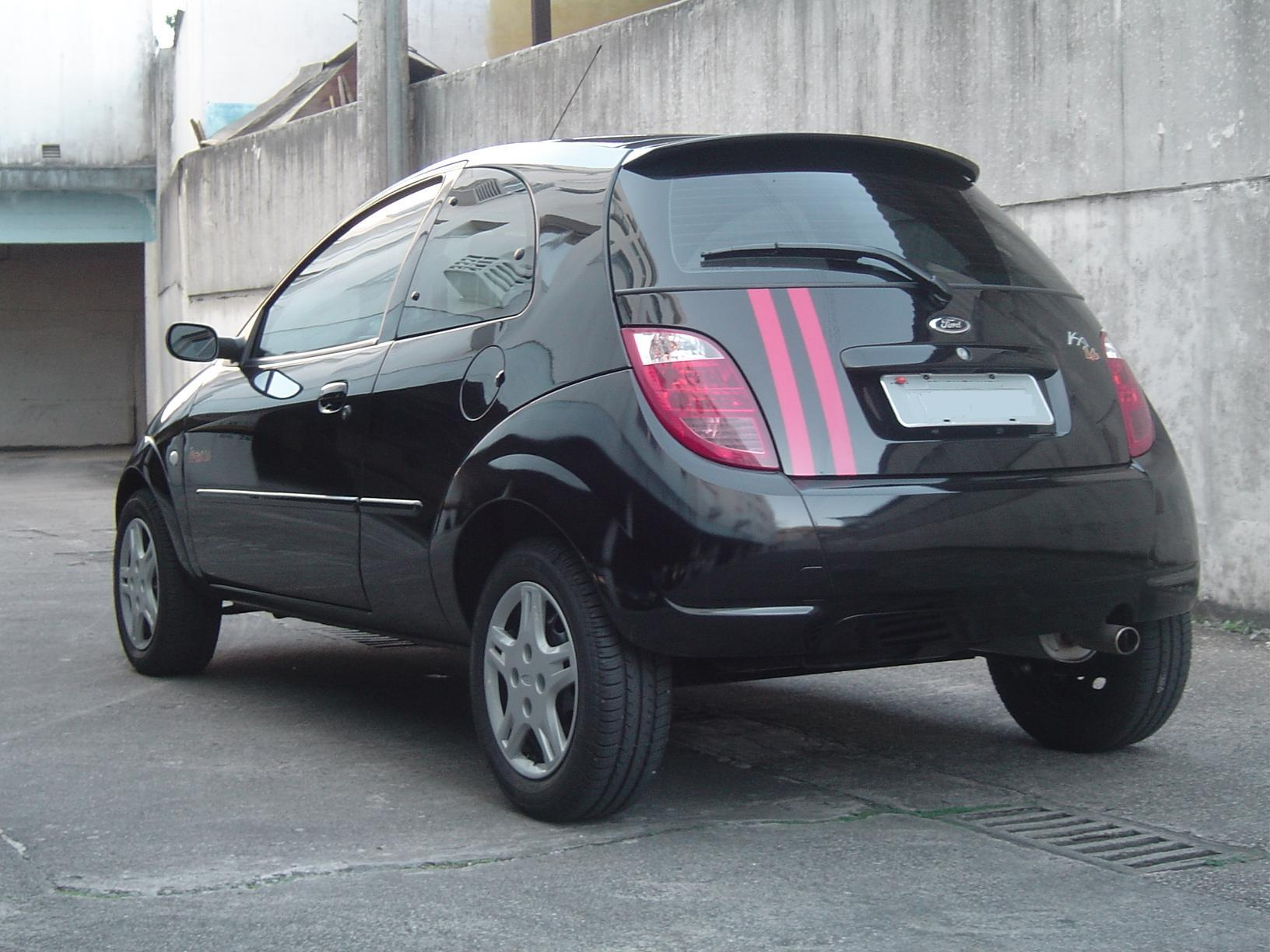
Modèle restylé

En 2001, la Ka latino-américaine a reçu un lifting de milieu de cycle qui l'a laissée légèrement différente, extérieurement, du modèle européen. La différence la plus notable était à l'arrière, où la plaque d'immatriculation a été déplacée depuis le pare-chocs vers le couvercle du coffre, et les feux arrière étaient beaucoup plus hauts.

#### 2008-2014

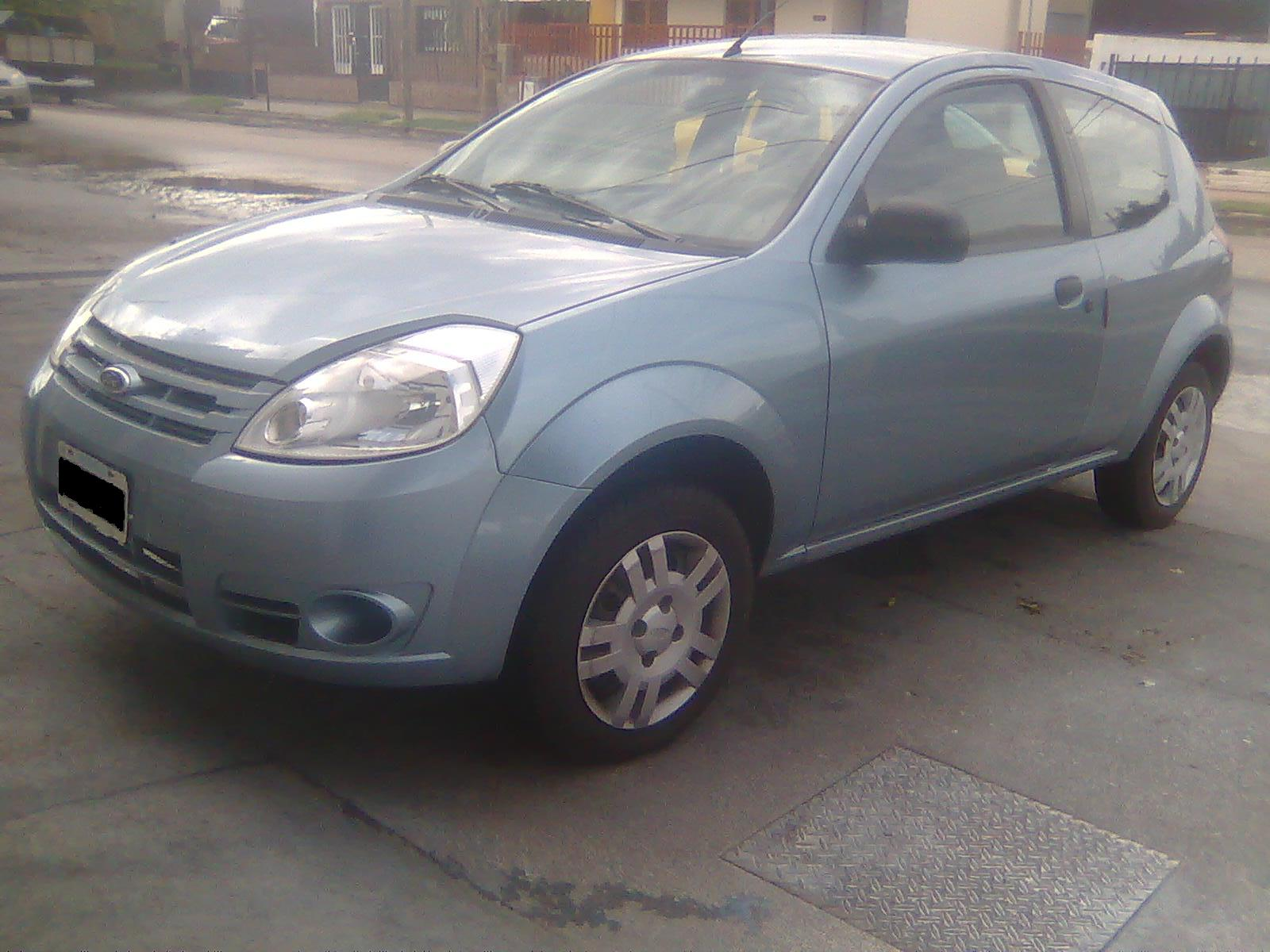
Modèle brésilien

Ford a présenté la nouvelle Ka brésilienne le 14 décembre 2007. Les ventes ont commencé au Brésil le 2 janvier 2008. La voiture était exportée vers d'autres marchés de l'Amérique latine. Par rapport à la Ka d'origine, ce modèle a un porte-à-faux arrière plus long et une banquette arrière redessinée pour accueillir un cinquième passager. Avec une longueur de 3 835 mm, elle rentre désormais dans la catégorie des voitures sous-compactes. En 2011, Ford a présenté une version rénovée à mi-cycle suivant le concept car Kinect. Au Brésil, seule la version Sport proposait un moteur de 1,6 litre.
En 2008, avec le lancement de la nouvelle Ka européenne basée sur la plate-forme de Fiat, les deux gammes de la Ka se sont finalement complètement séparées.

#### 2014-2021
La nouvelle Ford Ka a été présentée au salon de l'automobile de São Paulo 2014, devenant disponible sur le marché en août de cette année-là et présentée au salon de l'automobile de Buenos Aires 2015. La Ford Ka adopte le design «Kinetic», présentant un style plus agressif, et elle est légèrement plus grande que le modèle précédent, adoptant une carrosserie 5 portes, occupant le segment des anciennes Ford Ka et Ford Fiesta One.
Ajoute également une nouvelle variante de carrosserie, une berline 4 portes, appelée Ka+. La nouvelle Ford Ka propose deux moteurs: un 3 cylindres en ligne de 1,0 litre à 12 soupapes avec technologie TiVCT (produisant jusqu'à 85 ch annoncés) et un 4 cylindres en ligne de 1,5 litre à 16 soupapes en vedette dans les versions plus basiques de la Fiesta (produisant jusqu'à 110 ch annoncés); les options de boîte de vitesses sont limitées à la célèbre IB5+ à 5 vitesses pour les variantes de 1 000 cm3 et de 1 500 cm3.
Selon la presse locale, l'actuelle version de 1.0 L de la nouvelle Ka de 2014 est la voiture compacte la plus économique sans moteur turbocompressé (ce titre revient à la VW Up! TSI de 1.0 L pour les modèles avec moteur turbocompressé), atteignant jusqu'à 12 kilomètres à l'intérieur la ville de São Paulo avec seulement un litre d'E100 (carburant éthanol). Les faits sur l'économie du carburant E33 (spécification d'essence standard au brésil) n'avaient pas été rendus publics, bien que les propriétaires affirment qu'elle fait environ entre 1 km/L et 2,5 km/L de plus qu'avec l'E100.
La version équipée du moteur Sigma de 1.5 L avait été bien accueillie par le marché brésilien en raison de ses démarrages relativement vigoureux et de son bon couple à bas et moyen régimes.

### Mexique
En janvier 2008, il a été annoncé que la nouvelle Ka brésilienne ne serait pas proposée sur le marché mexicain. Cela signifiait qu'elle a été officiellement abandonnée.
En 2015, la troisième génération de Ka brésilienne a été introduite sous le nom de Ford Figo.

## Controverse
En 2004 au Royaume-Uni, deux publicités annonçant la Ford SportKa se sont révélées controversées lorsqu'elles ont reçu des plaintes pour leur contenu. La première publicité comprenait une SportKa garée alors qu'un pigeon vole vers elle, probablement pour la salir. Lorsque le pigeon est à portée, la SportKa ouvre violemment son capot, frappant l'oiseau à sa mort. La deuxième publicité comprenait la SportKa ouvrant son toit ouvrant comme si elle incitait un chat voisin à regarder dedans. Lorsque le chat a grimpé sur le toit et a jeté un coup d'œil à l'intérieur, le toit ouvrant s'est fermé et a décapité le chat. Les deux publicités se sont conclues par le graphique «Ford SportKa. La jumelle maléfique de la Ka». Après de nombreuses plaintes, ces publicités ont été retirées des ondes et ne sont plus diffusées depuis.